# Tischtennisweltmeisterschaft 2004
Die 49. Tischtennisweltmeisterschaft für Mannschaften fand vom 1. bis zum 7. März 2004 in Doha (Katar) statt. Gespielt wurde im Exhibition Centre.
Sowohl bei den Herren als auch bei den Damen gewann China Gold. Bei den Herren ließ Titelverteidiger China der deutschen Mannschaft, die überraschend im Endspiel ohne Jörg Roßkopf antrat, beim 3:0-Sieg keine Chance. Während des gesamten Turniers gaben die Herren Chinas nur ein Spiel ab, als Werner Schlager gegen Ma Lin siegte. Bei den Damen siegte die chinesische Mannschaft ungefährdet gegen Hongkong.

## Deutsche Herren
Die deutsche Mannschaft hatte in den Vorrundenspielen in Gruppe B durch Siege gegen Belgien (amtierender Vizeweltmeister), Schweden (erster WM/EM-Sieg gegen dieses Team seit 35 (!) Jahren), Russland, den Mitfavoriten Taiwan und Hongkong Platz eins belegt. Danach musste sie gegen China als Ersten von Gruppe A antreten. Dieses Spiel ging mit 0:3 verloren. Dadurch zog China ins Finale ein. Der zweite Finalteilnehmer wurde ermittelt, indem der Verlierer dieses Spiels, Deutschland, gegen den Sieger der Begegnung der Gruppenzweiten antreten musste. Dies war Südkorea, das sich gegen Schweden durchgesetzt hatte. Ein 3:1-Sieg gegen Südkorea bedeutete dann die Finalteilnahme, wo sich China klar mit 3:0 durchsetzte.

## Deutsche Damen
Die deutschen Damen belegten einen achtbaren 6. Platz und konnten sich damit direkt für die 1. Division bei der WM 2006 in Bremen qualifizieren. In der Vorrunde verloren sie gegen China, Südkorea und Singapur und gewannen gegen Taiwan und Russland. Dies bedeutete Platz vier. In den Platzierungsspielen um die Ränge 5 bis 8 besiegten sie Ungarn und Russland. Die anschließende 2:3-Niederlage gegen Rumänien führte zu Platz 6.

## ITTF-Beschlüsse
Der ITTF Kongress (Annual General Meeting) behandelte folgende Anträge der Mitglieder:
- Der Vorschlag von Deutschland und China, dass beim Aufschlag der Aufschläger den Ball über Kopfhöhe werden muss, wurde abgelehnt.[1]
- Die Cook-Inseln und Montenegro wurde als neue Mitglieder in den Weltverband ITTF aufgenommen.
- Serbien und Montenegro werden in Zukunft eigene Mannschaften aufbieten.

## Ergebnisse Herren

### Gruppe A
| Rang | Land                | Spiele | Punkte |
| ---- | ------------------- | ------ | ------ |
| 1    | Volksrepublik China | 15:1   | 10     |
| 2    | Südkorea            | 12:6   | 9      |
| 3    | Österreich          | 12:9   | 8      |
| 4    | Italien             | 7:13   | 7      |
| 5    | Frankreich          | 6:13   | 6      |
| 6    | Japan               | 5:15   | 5      |

| Tisch 1             |   |            |     |
| Volksrepublik China | – | Frankreich | 3:0 |
|                     |   |            |     |
| Südkorea            | – | Japan      | 3:0 |
|                     |   |            |     |
| Italien             | – | Japan      | 3:2 |
|                     |   |            |     |
| Österreich          | – | Italien    | 3:0 |
|                     |   |            |     |
| Volksrepublik China | – | Japan      | 3:0 |
|                     |   |            |     |
| Frankreich          | – | Italien    | 2:3 |
|                     |   |            |     |
| Südkorea            | – | Österreich | 3:0 |
|                     |   |            |     |
| Volksrepublik China | – | Italien    | 3:0 |
|                     |   |            |     |
| Österreich          | – | Frankreich | 3:1 |
|                     |   |            |     |
| Japan               | – | Österreich | 2:3 |
|                     |   |            |     |
| Frankreich          | – | Südkorea   | 0:3 |
|                     |   |            |     |
| Volksrepublik China | – | Österreich | 3:1 |
|                     |   |            |     |
| Volksrepublik China | – | Südkorea   | 3:0 |
|                     |   |            |     |
| Italien             | – | Südkorea   | 1:3 |
|                     |   |            |     |
| Japan               | – | Frankreich | 1:3 |

### Gruppe B
| Rang | Land              | Spiele | Punkte |
| ---- | ----------------- | ------ | ------ |
| 1    | Deutschland       | 15:5   | 10     |
| 2    | Schweden          | 12:10  | 8      |
| 3    | Hongkong          | 12:9   | 7      |
| 4    | Chinesisch Taipeh | 10:12  | 7      |
| 5    | Belgien           | 7:13   | 7      |
| 6    | Russland          | 5:12   | 6      |

|                   |   |             |     |
| Chinesisch Taipeh | – | Hongkong    | 3:2 |
|                   |   |             |     |
| Schweden          | – | Russland    | 3:1 |
|                   |   |             |     |
| Deutschland       | – | Belgien     | 3:1 |
|                   |   |             |     |
| Chinesisch Taipeh | – | Russland    | 3:1 |
|                   |   |             |     |
| Hongkong          | – | Belgien     | 3:0 |
|                   |   |             |     |
| Schweden          | – | Deutschland | 1:3 |
|                   |   |             |     |
| Chinesisch Taipeh | – | Belgien     | 2:3 |
|                   |   |             |     |
| Russland          | – | Deutschland | 0:3 |
|                   |   |             |     |
| Hongkong          | – | Schweden    | 2:3 |
|                   |   |             |     |
| Chinesisch Taipeh | – | Deutschland | 1:3 |
|                   |   |             |     |
| Belgien           | – | Schweden    | 3:2 |
|                   |   |             |     |
| Russland          | – | Hongkong    | 0:3 |
|                   |   |             |     |
| Chinesisch Taipeh | – | Schweden    | 1:3 |
|                   |   |             |     |
| Deutschland       | – | Hongkong    | 3:2 |
|                   |   |             |     |
| Belgien           | – | Russland    | 0:3 |

### Spiel um Platz 11
|  |  | Japan | Russland | 1:3 |

### Spiel um Platz 9
|  |  | Frankreich | Belgien | 3:0 |

### Spiel um Platz 7
|  |  | Italien | Chinese Taipe | 1:3 |

### Spiel um Platz 5
|  |  | Österreich | Hong Kong | 3:0 |

### Entscheidungsspiele um das Finale
|  |  | China    | Deutschland | 3:0 |
|  |  | Südkorea | Schweden    | 3:0 |

### Halbfinale
|  |  | Deutschland | Südkorea | 3:1 |

### Finale
|  |  | China | Deutschland | 3:0 |

| Mannschaften | Volksrepublik China | Deutschland           | 3:0                        |
| ------------ | ------------------- | --------------------- | -------------------------- |
| Einzel 1     | Wang Hao            | Timo Boll             | 3:0 (11:7,13:11,11:2)      |
| Einzel 2     | Ma Lin              | Christian Süß         | 3:1 (11:5,8:11,11:8,11:7)  |
| Einzel 3     | Wang Liqin          | Zoltan Fejer-Konnerth | 3:1 (11:5,8:11,12:10,11:7) |
| Trainer      |                     |                       |                            |
| Tisch 1      | 7. März 2004        |                       |                            |

| Wettbewerb        | Rang | Sieger |
| ----------------- | ---- | --- |
| Mannschaft Herren | 1.   | China (Ma Lin, Wang Hao, Wang Liqin, Kong Linghui, Liu Guozheng, Chen Qi)                                 |
| Mannschaft Herren | 2.   | Deutschland (Timo Boll, Zoltan Fejer-Konnerth, Christian Süß, Jörg Roßkopf, Torben Wosik)                 |
| Mannschaft Herren | 3.   | Südkorea (Joo Se-hyuk, Ryu Seung-min, Oh Sang-eun, Kim Taek-soo, Kim Jung-hoon)                           |
| Mannschaft Herren | 4.   | Schweden (Peter Karlsson, Jörgen Persson, Jens Lundqvist, Fredrik Håkansson, Pär Gerell, Jan-Ove Waldner) |
| Mannschaft Herren | 6.   | Österreich (Chen Weixing, Robert Gardos, Karl Jindrak, Kostadin Lengerov, Werner Schlager)                |
| Mannschaft Herren | 45.  | Schweiz (Raphael Keller, Marc Schreiber, Denis Joset)                                                     |
| Mannschaft Herren | 71.  | Liechtenstein (Peter Frommelt, Dominik Marxer, Daniel Toth, Martin Stricker, Alexander Klein)             |
| Mannschaft Damen  | 1.   | China (Zhang Yining, Wang Nan, Guo Yue, Niu Jianfeng, Li Ju)                                              |
| Mannschaft Damen  | 2.   | Hongkong (Tie Yana, Lau Sui Fei, Zhang Rui, Song Ah Sim, Yu Kwok See)                                     |
| Mannschaft Damen  | 3.   | Japan (Aya Umemura, Ai Fukuhara, Ai Fujinuma, Naoko Taniguchi, Sayaka Hirano)                             |
| Mannschaft Damen  | 6.   | Deutschland (Jie Schöpp, Nicole Struse, Elke Wosik, Tanja Hain-Hofmann, Laura Stumper)                    |
| Mannschaft Damen  | 34.  | Österreich (Veronika Heine, Judit Herczig, Martina Petzner, Kateryna Wolf)                                |

## Medaillenspiegel
| Rang  | Land                | Gold | Silber | Bronze | Gesamt |
| ----- | ------------------- | ---- | ------ | ------ | ------ |
| 1     | Volksrepublik China | 2    | 0      | 0      | 2      |
| 2     | Deutschland         | 0    | 1      | 0      | 1      |
| 2     | Hongkong            | 0    | 1      | 0      | 1      |
| 4     | Südkorea            | 0    | 0      | 1      | 1      |
| 4     | Japan               | 0    | 0      | 1      | 1      |
| Total | Total               | 2    | 2      | 4      | 8      |

## Philatelie
Die Deutsche Post AG verwendete am 1. März 2004 einen ovalen Sonderstempel 53111 Bonn mit der Abbildung eines Tischtennis-Spielers und dem Uhrenturm von Doha.